# Madisonania
Madisonania là một chi thực vật có hoa trong họ Orchidaceae.